# Internationaal Wegcriterium 2015
De 84e editie van het Internationaal Wegcriterium vond in 2015 plaats op 28 en 29 maart. De start was in Porto-Vecchio, de finish op de Col de l'Ospedale. De ronde maakte deel uit van de UCI Europe Tour 2015, in de categorie 2.HC. De Fransman Jean-Christophe Péraud won, net als in 2014, het eindklassement.

## Deelnemende ploegen
| WorldTour           | ProContinentaal              | Continentaal     |
| ------------------- | ---------------------------- | ---------------- |
| AG2R La Mondiale    | Bretagne-Séché Environnement | Auber 93         |
| FDJ                 | Cofidis                      | Marseille 13 KTM |
| Cannondale-Garmin   | Europcar                     |                  |
| Giant-Alpecin       | Bora-Argon 18                |                  |
| IAM Cycling         | Cult Energy                  |                  |
| Tinkoff-Saxo        | Roompot Oranje Peloton       |                  |
| Trek Factory Racing | Unitedhealthcare             |                  |

## Etappe-overzicht
| etappe | datum    | start         | finish            | type                | afstand  | winnaar                | klassementsleider      |
| ------ | -------- | ------------- | ----------------- | ------------------- | -------- | ---------------------- | ---------------------- |
| 1e     | 28 maart | Porto-Vecchio | Porto-Vecchio     | Vlakke rit          | 92,5 km  | Benjamin King          | Benjamin King          |
| 2e     | 28 maart | Porto-Vecchio | Porto-Vecchio     | Individuele tijdrit | 7 km     | Fabio Felline          | Benjamin King          |
| 3e     | 29 maart | Porto-Vecchio | Col de l'Ospedale | Bergrit             | 189,5 km | Jean-Christophe Péraud | Jean-Christophe Péraud |

## Etappe-uitslagen

### 1e etappe
| Porto-Vecchio – Porto-Vecchio (92,5 km) |                      |                              |          |
| Plaats                                  | Naam                 | Ploeg                        | Tijd     |
| Winnaar                                 | Benjamin King        | Cannondale-Garmin            | 2u06'43" |
| 2                                       | Clément Saint-Martin | Marseille 13 KTM             | + 5"     |
| 3                                       | Romain Feillu        | Bretagne-Séché Environnement | + 39"    |
| 4                                       | Tom Veelers          | Giant-Alpecin                | z.t.     |
| 5                                       | Clément Venturini    | Cofidis                      | z.t.     |
| 6                                       | Benjamin Giraud      | Marseille 13 KTM             | z.t.     |
| 7                                       | Marco Canola         | Unitedhealthcare             | z.t.     |
| 8                                       | Julián Arredondo     | Trek Factory Racing          | z.t.     |
| 9                                       | Jay McCarthy         | Tinkoff-Saxo                 | z.t.     |
| 10                                      | Fabio Felline        | Trek Factory Racing          | z.t.     |
|                                         |                      |                              |          |
| 13                                      | Jan Bakelants        | AG2R La Mondiale             | z.t.     |

| Algemeen klassement |                      |                              |          |
| Plaats              | Naam                 | Ploeg                        | Tijd     |
| Gele trui           | Benjamin King        | Cannondale-Garmin            | 2u06'34" |
| 2                   | Clément Saint-Martin | Marseille 13 KTM             | + 8"     |
| 3                   | Romain Feillu        | Bretagne-Séché Environnement | + 46"    |
| 4                   | Thibaut Pinot        | FDJ                          | + 47"    |
| 5                   | Tom Veelers          | Giant-Alpecin                | + 48"    |
| 6                   | Clément Venturini    | Cofidis                      | z.t.     |
| 7                   | Benjamin Giraud      | Marseille 13 KTM             | z.t.     |
| 8                   | Marco Canola         | Unitedhealthcare             | z.t.     |
| 9                   | Julián Arredondo     | Trek Factory Racing          | z.t.     |
| 10                  | Jay McCarthy         | Tinkoff-Saxo                 | z.t.     |
|                     |                      |                              |          |
| 14                  | Jan Bakelants        | AG2R La Mondiale             | z.t.     |

### 2e etappe
| Porto-Vecchio – Porto-Vecchio (7 km (ITT)) |                      |                              |       |
| Plaats                                     | Naam                 | Ploeg                        | Tijd  |
| Winnaar                                    | Fabio Felline        | Trek Factory Racing          | 9'11" |
| 2                                          | Bob Jungels          | Trek Factory Racing          | + 1"  |
| 3                                          | Manuele Boaro        | Tinkoff-Saxo                 | + 2"  |
| 4                                          | Thibaut Pinot        | FDJ                          | + 6"  |
| 5                                          | Ramūnas Navardauskas | Cannondale-Garmin            | + 9"  |
| 6                                          | Anthony Delaplace    | Bretagne-Séché Environnement | + 11" |
| 7                                          | Mathias Frank        | IAM Cycling                  | + 12" |
| 8                                          | Stef Clement         | IAM Cycling                  | + 13" |
| 9                                          | Julien Loubet        | Marseille 13 KTM             | + 15" |
| 10                                         | Pierrick Fédrigo     | Bretagne-Séché Environnement | + 16" |
|                                            |                      |                              |       |
| 22                                         | Jan Bakelants        | AG2R La Mondiale             | + 23" |

| Algemeen klassement |                      |                              |          |
| Plaats              | Naam                 | Ploeg                        | Tijd     |
| Gele trui           | Benjamin King        | Cannondale-Garmin            | 2u16'06" |
| 2                   | Clément Saint-Martin | Marseille 13 KTM             | + 24"    |
| 3                   | Fabio Felline        | Trek Factory Racing          | + 27"    |
| 4                   | Bob Jungels          | Trek Factory Racing          | + 28"    |
| 5                   | Manuele Boaro        | Tinkoff-Saxo                 | + 29"    |
| 6                   | Thibaut Pinot        | FDJ                          | + 32"    |
| 7                   | Ramūnas Navardauskas | Cannondale-Garmin            | + 36"    |
| 8                   | Anthony Delaplace    | Bretagne-Séché Environnement | + 38"    |
| 9                   | Mathias Frank        | IAM Cycling                  | + 39"    |
| 10                  | Stef Clement         | IAM Cycling                  | + 40"    |

### 3e etappe
| Porto-Vecchio – Col de l'Ospedale (176 km) |                        |                              |          |
| Plaats                                     | Naam                   | Ploeg                        | Tijd     |
| Winnaar                                    | Jean-Christophe Péraud | AG2R La Mondiale             | 5u19'05" |
| 2                                          | Pierrick Fédrigo       | Bretagne-Séché Environnement | + 15"    |
| 3                                          | Thibaut Pinot          | FDJ                          | + 16"    |
| 4                                          | Jan Bakelants          | AG2R La Mondiale             | + 25"    |
| 5                                          | Fabio Felline          | Trek Factory Racing          | z.t.     |
| 6                                          | Alexis Vuillermoz      | AG2R La Mondiale             | z.t.     |
| 7                                          | Nicolas Edet           | Cofidis                      | z.t.     |
| 8                                          | Julián Arredondo       | Trek Factory Racing          | + 30"    |
| 9                                          | José Mendes            | Bora-Argon 18                | z.t.     |
| 10                                         | Manuele Boaro          | Tinkoff-Saxo                 | + 51"    |
|                                            |                        |                              |          |
| 12                                         | Maurits Lammertink     | Roompot Oranje Peloton       | + 53"    |

## Eindklassementen
| Plaats    | Naam                   | Ploeg                        | Tijd     |
| --------- | ---------------------- | ---------------------------- | -------- |
| Gele trui | Jean-Christophe Péraud | AG2R La Mondiale             | 7u35'45" |
| 2         | Thibaut Pinot          | FDJ                          | + 10"    |
| 3         | Fabio Felline          | Trek Factory Racing          | + 18"    |
| 4         | Pierrick Fédrigo       | Bretagne-Séché Environnement | z.t.     |
| 5         | José Mendes            | Bora-Argon 18                | + 40"    |
| 6         | Jan Bakelants          | AG2R La Mondiale             | + 41"    |
| 7         | Nicolas Edet           | Cofidis                      | + 43"    |
| 8         | Julián Arredondo       | Trek Factory Racing          | + 44"    |
| 9         | Alexis Vuillermoz      | AG2R La Mondiale             | + 45"    |
| 10        | Manuele Boaro          | Tinkoff-Saxo                 | + 46"    |
| 11        | Stef Clement           | IAM Cycling                  | + 59"    |
| 12        | Julien Loubet          | Marseille 13 KTM             | + 1'01"  |
| 13        | Patrick Konrad         | Bora-Argon 18                | + 1'03"  |
| 14        | Davide Formolo         | Cannondale-Garmin            | + 1'10"  |
| 15        | Stéphane Rossetto      | Cofidis                      | + 1'16"  |
| 16        | Linus Gerdemann        | Cult Energy                  | + 1'18"  |
| 17        | Maurits Lammertink     | Roompot Oranje Peloton       | + 1'22"  |
| 18        | Emanuel Buchmann       | Bora-Argon 18                | + 1'55"  |
| 19        | Maxime Méderel         | Europcar                     | + 2'04"  |
| 20        | Fränk Schleck          | Trek Factory Racing          | + 2'18"  |

| Plaats      | Naam          | Ploeg               | Punten |
| ----------- | ------------- | ------------------- | ------ |
| Groene trui | Fabio Felline | Trek Factory Racing | 24     |
| 2           | Thibaut Pinot | FDJ                 | 19     |
| 3           | Benjamin King | Cannondale-Garmin   | 18     |
|             |               |                     |        |
| 10          | Jan Bakelants | AG2R La Mondiale    | 8      |
| 19          | Stef Clement  | IAM Cycling         | 4      |

| Plaats        | Naam              | Ploeg            | Punten |
| ------------- | ----------------- | ---------------- | ------ |
| Bolletjestrui | Marco Canola      | Unitedhealthcare | 36     |
| 2             | Chad Haga         | Giant-Alpecin    | 18     |
| 3             | Romain Guillemois | Europcar         | 8      |

| Plaats     | Naam               | Ploeg                  | Tijd     |
| ---------- | ------------------ | ---------------------- | -------- |
| Witte trui | Thibaut Pinot      | FDJ                    | 7u35'55" |
| 2          | Fabio Felline      | Trek Factory Racing    | + 8"     |
| 3          | Patrick Konrad     | Bora-Argon 18          | + 53"    |
|            |                    |                        |          |
| 5          | Maurits Lammertink | Roompot Oranje Peloton | + 1'12"  |

| Plaats | Ploeg                  | Tijd      |
| ------ | ---------------------- | --------- |
|        | AG2R La Mondiale       | 22u48'51" |
| 2      | Trek Factory Racing    | + 59"     |
| 3      | Bora-Argon 18          | + 1'56"   |
|        |                        |           |
| 6      | Roompot Oranje Peloton | + 7'48"   |

## Klassementenverloop
| Etappe       | Winnaar                | Algemeen klassement ·  | Puntenklassement · | Bergklassement · | Jongerenklassement · | Ploegenklassement · |
| ------------ | ---------------------- | ---------------------- | ------------------ | ---------------- | -------------------- | ------------------- |
| 1            | Benjamin King          | Benjamin King          | Benjamin King      | Benjamin King    | Clément Saint-Martin | Cannondale-Garmin   |
| 2            | Fabio Felline          | Benjamin King          | Benjamin King      | Benjamin King    | Clément Saint-Martin | Cannondale-Garmin   |
| 3            | Jean-Christophe Péraud | Jean-Christophe Péraud | Fabio Felline      | Marco Canola     | Thibaut Pinot        | AG2R La Mondiale    |
| 0Eindstanden | 0Eindstanden           | Jean-Christophe Péraud | Fabio Felline      | Marco Canola     | Thibaut Pinot        | AG2R La Mondiale    |

1932 · 1933 · 1934 · 1935 · 1936 · 1937 · 1938 · 1939 · 1940 · 1941 (bezet + vrij) · 1942 (bezet + vrij) · 1943 (bezet + vrij) · 1944 · 1945 · 1946 · 1947 · 1948 · 1949 · 1950 · 1951 · 1952 · 1953 · 1954 · 1955 · 1956 · 1957 · 1958 · 1959 · 1960 · 1961 · 1962 · 1963 · 1964 · 1965 · 1966 · 1967 · 1968 · 1969 · 1970 · 1971 · 1972 · 1973 · 1974 · 1975 · 1976 · 1977 · 1978 · 1979 · 1980 · 1981 · 1982 · 1983 · 1984 · 1985 · 1986 · 1987 · 1988 · 1989 · 1990 · 1991 · 1992 · 1993 · 1994 · 1995 · 1996 · 1997 · 1998 · 1999 · 2000 · 2001 · 2002 · 2003 · 2004 · 2005 · 2006 · 2007 · 2008 · 2009 · 2010 · 2011 · 2012 · 2013 · 2014 · 2015 · 2016
Etappewedstrijden

 Ster van Bessèges · 
 Ronde van de Algarve · 
 Ruta del Sol · 
 Ronde van de Haut-Var · 
 Driedaagse van West-Vlaanderen · 
 Internationale Wielerweek · 
 Internationaal Wegcriterium · 
 Driedaagse van De Panne-Koksijde · 
 Ronde van de Sarthe · 
 Ronde van Castilië en León · 
 Ronde van Trentino · 
 Ronde van Kroatië · 
 Ronde van Turkije · 
 Ronde van Yorkshire · 
 Ronde van Asturië · 
 Vierdaagse van Duinkerke · 
 Ronde van Azerbeidzjan · 
 Ronde van Madrid · 
 Ronde van Beieren · 
 Ronde van Picardië · 
 Ronde van Noorwegen · 
 World Ports Classic · 
 Tour des Fjords · 
 Ronde van Estland · 
 Ronde van België · 
 Ronde van Luxemburg · 
 Boucles de la Mayenne · 
 Ster ZLM Toer · 
 Ronde van Slovenië · 
 Route du Sud · 
 Sibiu Cycling Tour · 
 Ronde van Oostenrijk · 
 Ronde van Wallonië · 
 Ronde van Portugal · 
 Ronde van Burgos · 
 Ronde van Denemarken · 
 Ronde van de Ain · 
 Ronde van Tsjechië · 
 Arctic Race of Norway · 
 Ronde van de Limousin · 
 Ronde van Poitou-Charentes · 
 Ronde van Groot-Brittannië · 
 Ronde van Gévaudan Languedoc-Roussillon · 
 Eurométropole Tour
Eendaagse wedstrijden

 Trofeo Santanyí-Ses Salines-Campos · 
 Trofeo Andratx-Mirador d'Es Colomer · 
 Trofeo Serra de Tramuntana · 
 Trofeo Playa de Palma-Palma · 
 GP La Marseillaise · 
 Grote Prijs van de Etruskische Kust · 
 Ronde van Murcia · 
 Clásica de Almería · 
 Trofeo Laigueglia · 
 Omloop Het Nieuwsblad · 
 Classic Sud Ardèche · 
 GP Lugano · 
 La Drôme Classic · 
 Kuurne-Brussel-Kuurne · 
 Le Samyn · 
 Strade Bianche · 
 Ronde van Drenthe · 
 Dwars door Drenthe · 
 Nokere Koerse · 
 GP Nobili Rubinetterie · 
 Handzame Classic · 
 Ronde van Zeeland Seaports · 
 Classic Loire-Atlantique · 
 Grote Prijs van Cholet-Pays de Loire · 
 Dwars door Vlaanderen · 
 Classica Corsica · 
 Route Adélie de Vitré · 
 Grote Prijs Miguel Indurain · 
 Volta Limburg Classic · 
 Ronde van La Rioja · 
 Parijs-Camembert · 
 Scheldeprijs · 
 Klasika Primavera · 
 Brabantse Pijl · 
 GP Denain · 
 Ronde van de Finistère · 
 Tro Bro Léon · 
 La Roue Tourangelle · 
 Ronde van de Apennijnen · 
 Grote Prijs van de Somme · 
 Grote Prijs van Plumelec · 
 ProRace Berlin · 
 Boucles de l'Aulne · 
 GP Kanton Aargau · 
 Ronde van Keulen · 
 Ronde van Limburg · 
 Velothon Wales · 
 Halle-Ingooigem · 
 Trofeo Matteotti · 
 GP Cerami · 
 GP Industria & Artigianato-Larciano · 
 Prueba Villafranca de Ordizia · 
 Ronde van Toscane · 
 Circuito de Getxo · 
 Polynormande · 
 RideLondon Classic · 
 GP Stad Zottegem · 
 Arnhem-Veenendaal Classic · 
 GP Jef Scherens · 
 Druivenkoers Overijse · 
 Schaal Sels · 
 Brussels Cycling Classic · 
 GP Fourmies · 
 Velothon Stockholm · 
 Ronde van de Doubs · 
 Coppa Bernocchi · 
 Coppa Agostoni · 
 GP van Wallonië · 
 Kampioenschap van Vlaanderen · 
 Memorial Marco Pantani · 
 Grote Prijs Impanis-Van Petegem · 
 GP van Isbergues · 
 GP Industria & Commercio di Prato · 
 Omloop van het Houtland · 
 Duo Normand · 
 Ronde van de Drie Valleien · 
 Milaan-Turijn · 
 Ronde van Piemonte · 
 Ronde van het Münsterland · 
 Ronde van de Vendée · 
 Memorial Frank Vandenbroucke · 
 Coppa Sabatini · 
 Parijs-Bourges · 
 Ronde van Emilia · 
 GP Beghelli · 
 Parijs-Tours · 
 Nationale Sluitingsprijs · 
 Chrono des Nations